# Carmine Crocco
Carmine Crocco, dito Donatelli (Rionero in Vulture, 5 de junho de 1830 - Portoferraio, 18 de junho de 1905) foi um brigante italiano.

## Vida
Carmine nasceu numa família de cinco crianças. O seu pai era um pastor e a sua mãe era uma camponesa. Um dia, um cão entrou na sua propriedade e matou um coelho. Donato Crocco, irmão de Carmine, matou o cão, que pertencia a um rico cavalheiro chamado Don Vincenzo. Don Vincenzo chicoteou Donato e a mãe de Crocco, grávida de cinco meses, tentou pôr-se entre o nobre agressor e o filho. Levou um pontapé na barriga, que a obrigou a ficar de cama três anos e a abortar para poder sobreviver. 
Poucos dias depois, o pai de Crocco foi preso, acusado de ter tentado matar Don Vincenzo. Isto tudo pôs a família na miséria, e a mãe teve que vender as suas míseras posses e entregar os filhos a parentes seus, para ter dinheiro para comer. Carmine, juntamente com o seu irmão Donato, partiram para a Apúlia, onde passaram a trabalhar como pastores. Carmine, por vezes, voltava ao Rionero, apenas para encontrar a sua mãe, que entretanto tinha sido internada num manicómio e já não era capaz de o reconhecer.
Em 1851, Carmine matou um soldado durante o serviço militar e foi forçado a fugir. O brigante fugiu para as matas de Monticchio, onde conheceu outros que tiveram problemas com a lei. Para receber a graça, em 17 de agosto de 1860 juntou-se à Expedição dos Mil de Garibaldi, lutando em Nápoles e Salerno. Mas, traído a seu ver por Garibaldi e pela unificação, e ao ver a miséria que esta trouxera à população do Reino das Duas Sicílias.
Libertado da prisão, Crocco aderiu ao movimento fiel aos Bourbons (antiga casa real das Duas Sicílias), passando a chefiar um exército de cerca de 2 000 homens e mulheres. Estes eram sobretudo  e conquistou 10 dias em Vulture. Em 22 de Outubro de 1861, o general espanhol Jose Borjes chegado de Roma a cumprir Crocco, para organizar a insurreição contra piemontesi. Crocco conquistou quase todos os Basilicata, em 1862, mas não conseguiram chegar a Potenza, porque havia muitos soldados piemontesi. 
Retornando à Monticchio, Crocco rompeu sua relação com o general Borjes por causa da insegurança e por que não ganhar a tornar-se seu subordinado. Deixada sem apoio econômico, o brigante ameaçou os ricos senhores, alcançando até chantagem áreas de Foggia, Bari, Lecce, Ginosa e Castellaneta. Giuseppe Caruso, brigante fiel a Carmine, entregue a piemontesi em 14 de setembro de 1863 e fez inúmeras prender brigantes. Crocco foi preso em Roma e encarcerado em Portoferraio, onde morreu em Portoferraio, em 18 de junho de 1905.

## Na cultura popular
- O filme Il brigante di Tacca del Lupo (1952), de Pietro Germi, é vagamente inspirado pelos acontecimentos de Crocco.[1]